# ジャック・グリーソン
ジャック・グリーソン（Jack Gleeson、1992年5月20日 - ）は、アイルランドの俳優。HBOのテレビドラマ『ゲーム・オブ・スローンズ』のジョフリー・バラシオン役で知られる。

## 略歴
アイルランド、コーク出身。7歳から演技の勉強を始める。俳優活動の傍らダブリン大学トリニティ・カレッジに入学し、哲学を学んでいる。2011年から2014年まで『ゲーム・オブ・スローンズ』にジョフリー・バラシオン役で出演した後、学業のために一時的に俳優業から引退すると発表した。2020年から俳優としての活動を再開している。